# Geografia społeczno-ekonomiczna
Geografia społeczno-ekonomiczna (także: antropogeografia, geografia człowieka) – nauka geograficzna badająca różne aspekty działalności człowieka, w tym także konsekwencje społeczne i gospodarcze dla tej aktywności w przestrzeni geograficznej. Jeden z czterech głównych działów geografii (obok geografii fizycznej, geografii regionalnej, geografii technicznej i geografii stosowanej).

## Historia i nazewnictwo
Geografia człowieka nawiązuje do dawnej antropogeografii (i często jest z nią utożsamiana). Od końca XVIII w. w badaniach geograficznych coraz większą uwagę przywiązywano do człowieka i jego miejsca w przestrzeni geograficznej. W historii polskiej myśli geograficznej geografia społeczno-ekonomiczna ewoluowała od geografii handlowej w połowie XIX w., poprzez antropogeografię w I połowie XX w., do geografii ekonomicznej i geografii społeczno-ekonomicznej w II połowie ubiegłego stulecia. Współcześnie po znacznym rozszerzeniu pola badawczego geografii społeczno-ekonomicznej (daleko poza kwestie wyłącznie gospodarcze i społeczne) bardziej poprawnym terminem wydaje się geografia człowieka.

## Podział
- Geografia społeczna (socjogeografia[6][7][3])
  - Geografia jakości życia[8][9][10][11] (ew. część geografii rozwoju[12][13])
    - Geografia dobrobytu[14]
    - Geografia dobrostanu[15][16][17] (ew. geografia szczęścia[18][19]) (ew. część geografii zdrowia[20][21])

  - Geografia edukacji(inne języki)[22][23][24] (w Polsce często jako studia z zakresu edukacji geograficznej)
  - Geografia moralna[25]

- Geografia ludności
  - Demogeografia
    - Geodemografia(inne języki)[26][27]
    - Demografia (ew. poza geografią)

  - Geografia migracji[28]
  - Etnogeografia (geografia etniczna)(inne języki)[29]
  - Geografia rynku pracy i zatrudnienia
  - Geografia warunków i stylu życia
- Geografia kultury
  - Geografia sztuki[30][31]
    - Geografia artystyczna[32][30]
    - Geografia muzyki[30]
    - Geografia literatury[30]
    - Geografia teatru[30]
    - Geografia życia artystycznego[30]

  - Geografia cywilizacji[29] (ew. kultur)
  - Geografia religii
  - Geografia językowa/języka (geolingwistyka)[33]
  - Geografia (studia) krajobrazu kulturowego[34][35][36][37][38] (ew. samodzielna część geografii człowieka)
    - Geografia krajobrazu miejskiego[39][40]

  - Kulturowa geografia ekonomiczna
- Geografia zdrowia(inne języki)
  - Geografia medyczna(inne języki)[29]
  - Geografie chorób i złego stanu zdrowia(inne języki)
  - Geografia świadczenia opieki zdrowotnej(inne języki)
- Geografia rozwoju(inne języki)[41][42][43][44][45] (bada m.in. poziom i jakość życia, globalne siły gospodarcze prowadzące do rozwoju i niedorozwoju, wzorce przestrzenne w rozwoju)
  - Geografia Internetu (Cybergeografia lub Geografia Cyberprzestrzeni)[46]
- Geografia gospodarcza[3] (geografia ekonomiczna[3])
  - Geografia przedsiębiorstw[29][47]
  - Geografia rolnictwa
    - Geografia regionalna rolnictwa[48]
    - Geografia branżowa rolnictwa[48]
    - Geografia rozłogu i użytkowania gruntów[48]
    - Geografia obszarów wiejskich[48]
    - Geografia gospodarki żywnościowej[48]
    - Geografia rolnictwa ekologicznego[48]

  - Geografia przemysłu
    - Geografia regionalna przemysłu[49]
    - Geografia branż/gałęzi przemysłu[49] (przemysł lekki: włókienniczy, skórzany, odzieżowy/tekstylny, spożywczy, szklany, ceramiczny; przemysł ciężki: elektromaszynowy, energetyczny, hutnictwo i metaluria, chemiczny, budowlany, drzewny i papierniczy, mineralny, zbrojeniowy; przmysł wydobywczy: górnictwo)
    - Geografia okręgów przemysłowych[50][51][52]
    - Geografia przedsiębiorstw[53]
    - Geografia zasóbów naturalnych[54] (ew. samodzielna część geografii ekonomicznej)

  - Geografia usług
    - Geografia handlu[53]
      - Geografia handlu międzynarodowego (ew. samodzielna część geografii ekonomicznej)

    - Geografia branżowa usług (w tym rzemiosło)
    - Geografia turyzmu
    - Geografia informacji

  - Geografia komunikacji[55]
    - Geografia transportu[55]
      - Geografia ruchu
      - Planowanie transportu

    - Geografia łączności[56][55]
    - Geografia infrastruktury
- Geografia osadnictwa
  - Ekistyka
  - Geografia miast (geourbanistyka[57])
    - Geografia społeczna miast[14][58] (ew. część geografii społecznej)
    - Urbomorfologia[59][60]
    - Urbanistyka (ew. część gospodarki przestrzennej)
    - Geografia urbanistyczna[61]
    - Gospodarka przestrzenna (ew. część geografii stosowanej)

  - Geografia wsi[62][63][64]
    - Ruralistyka (ew. część gospodarki przestrzennej)
    - Geografia osiedla[64]
    - Geografia obszarów wiejskich[64]

  - Geografia kontinuum miejsko-wiejskiego[65][64][66][67][68]
    - Geografia strefy podmiejskiej[69][70] (procesy ruralizacji miasteczek i urbanizacji wsi[71])
    - Geografia miast zdegradowanych (miast dawnych; miast pozbawionych praw miejskich) i restytuowanych (miast z przywróconymi prawami miejskimi)[72][73][74] [w tym miast włączonych do innych miast jako dzielnica lub część miasta]

  - Geografia systemów osadniczych
- Geografia polityczna
  - Geografia wyborcza
  - Geografia władzy[75]
  - Geografia bezpieczeństwa[76][77]
  - Geografia pokoju[78][79][80]
  - Geografia wojenna
  - Geografia granic politycznych i pograniczy[81][82]
  - Geografia konfliktów[83][84][85]
  - Geografia strategiczna(inne języki)[86][87][88]
  - Geopolityka
    - Geostrategia
- Geografia historyczna[89]
- Geografia humanistyczna[89][90][91][92][93]
  - Geografia percepcji[89][94][95]
  - Geografia behawioralna (ew. część geografii społecznej)
  - Geografia poznawcza(inne języki)
    - Psychogeografia(inne języki)[96]

  - Geografia emocjonalna(inne języki)[97][98][99][100][101]
  - Geografia czasu(inne języki)[102][103][104][105] (ew. część geografii społecznej)
  - Geozofia[29]
  - Geografia krytyczna[106]
  - Geografia fenomenologiczna[29]
  - Geografia egzystencjalna[29]
  - Geografia radykalna[29][89]
  - Geografia feministyczna[29]
  - Geografia (neo)marksistowska[29]
  - Geografia humanistyczna miasta[107] (ew. część geografii miast)

Wiele badań integrujących wiedzę z geografii fizycznej, geografii człowieka i geografii regionalnej podejmuje się w ramach geografii stosowanej. Geografia stosowana podejmuje badania, na które istnieje konkretne zapotrzebowanie ze strony społeczeństwa czy gospodarki (np. geografia wojskowa, turystyka, gospodarka przestrzenna czy sozologia),

## Problematyka (wybrane zagadnienia)
- Rozwój pojęć podstawowych geografii: region[111], miejsce[111], okolica[112], terytorium[111], przestrzeń[113], środowisko[113], krajobraz[113].
- Relacje człowiek-środowisko (naturalne/przyrodnicze, kulturowe/antropogeniczne, mieszane)[114][29]
- Wyczerpywalność zasobów naturalnych[115].
- Eksplozja demograficzna i jej konsekwencje[116].
- Zróżnicowanie społeczno-kulturowe w ujęciu przestrzennym[117]
- Produkcja żywności na świecie; problem nadwyżek i niedobór żywności[118].
- Konsekwencje urbanizacji[119] i uprzemysłowienia[120].
- Degradacja środowiska człowieka[121] (antropopresja).
- Percepcja przestrzeni[122] – wartości niematerialne[123] i ekonomiczne[124]